# Плати (Иматия)
Плати́ (греч. Πλατύ) — город в Греции. Относится к общине Александрия в периферийной единице Иматия в периферии Центральная Македония. Расположен на высоте 10 метров над уровнем моря, к юго-западу от реки Лудиас, в 35 км к северо-востоку от города Верия, в 40 км к западу от города Салоники и в 512 км к северу от Афин. В городе расположена железнодорожная станция. В 2 км к западу расположен военный аэродром. Площадь 20,1 км². Население 2083 человек по переписи 2011 года.

## История
Город основан в 1924 году беженцами из поселения Фарасы в Каппадокии после Малоазийской катастрофы на месте одноимённого небольшого поселения у железнодорожной станции, созданного официально в 1918 году (ΦΕΚ 152Α) в составе сообщества Йидас (Κοινότητα Γιδά, ныне — Александрия).
В 1932 году (ΦΕΚ 71Α) было создано сообщество Плати (Κοινότητα Πλατέος). В 1994 году (ΦΕΚ 133Α) создана одноимённая община (Δήμος Πλατέος). В 2010 году (ΦΕΚ 87Α) община Плати была упразднена и город вошёл в общину Александрия.
К 1965 году в Плати создан крупный сахарный завод.

## Население
| Год  | Население, человек |
| ---- | ------------------ |
| 1991 | 2246               |
| 2001 | 2248               |
| 2011 | 2083               |